# Lijst van burgemeesters van Den Bommel
Dit is een lijst van burgemeesters van de voormalige Nederlandse gemeente Den Bommel tot die in 1966 samen met Oude-Tonge en Ooltgensplaat opging in de fusiegemeente Oostflakkee.
| Ambtsperiode | Naam burgemeester                                      | Partij of stroming | Bijzonderheden |
| ------------ | ------------------------------------------------------ | ------------------ | --- |
| 1826 - 1852  | Anthony van Weel Dzn.                                  | liberaal           | tevens burgemeester van Ooltgensplaat (1838-1852) |
| 1852 - 1857? | H.W. Croes                                             |                    | tevens burgemeester van Ooltgensplaat (1852-1856) |
| 1857 - 1859  | A. van der Velde Az.                                   |                    | |
| 1859 - 1877  | Lambertus Constantinus Catharinus Kolff van Oosterwijk |                    | tevens burgemeester van Stad aan 't Haringvliet (1843-1877)                                                                                                |
| 1877 - 1883  | R. van Dam                                             |                    | later burgemeester van Ilpendam |
| 1883 - 1906  | P. van Weel G.Gzn.                                     |                    | tevens burgemeester van Ooltgensplaat (1886-1906?) |
| 1907 - 1911  | J. van der Kreeke                                      |                    | |
| 1911 - 1913  | jhr. Carel Willem Stern                                |                    | later burgemeester van Woerden en Voorburg |
| 1913 - 1917  | Leendert (L.) de Winter                                |                    | later burgemeester van Dirksland, Melissant en Herkingen                                                                                                   |
| 1917 - 1928  | Leendert Cornelis Brinkman                             |                    | later burgemeester van Hekendorp, Papekop en Lange Ruige Weide                                                                                             |
| 1928 - 1933  | Dirk (D.) Brouwer                                      | ARP                | later burgemeester van Brandwijk, Molenaarsgraaf en Wijngaarden                                                                                            |
| 1933 - 1938  | W.J. Donkersloot                                       |                    | tevens burgemeester van Ooltgensplaat (1924-1938) |
| 1938 - 1944  | L.G.L. Lemkes                                          |                    | |
| 1944? - 1945 | A.P.L. Bia                                             | NSB                | tevens tijdens (deel van) deze periode burgemeester van Ooltgensplaat, Oude Tonge, Nieuwe Tonge en Stad aan 't Haringvliet, later burgemeester van Boskoop |
| 1947 - 1954  | J.J.A. Kruijff                                         | CHU                | tevens waarnemend burgemeester van Stad aan 't Haringvliet (1953-1954), later burgemeester van Steenderen                                                  |
| 1954 - 1955  | Pieter Willem Hordijk                                  | ARP                | waarnemend, tevens waarnemend burgemeester van Oude Tonge en burgemeester van Ooltgensplaat, later o.a. burgemeester van Middelharnis                      |
| 1956 - 1966  | Pim (W.M.) van der Harst                               | CHU                | waarnemend, tevens waarnemend burgemeester van Oude Tonge en burgemeester van Ooltgensplaat, later burgemeester van Oostflakkee                            |